# Frankfurt pe Main
Frankfurt pe Main (în germană Frankfurt am Mainⓘ [ˈfraŋkfʊrt]) este cel mai mare oraș din landul federal german Hessa și al cincilea oraș ca mărime din Germania. Este situat pe râul Main și are o populație de aproximativ 670.000 de locuitori. Numele colocvial al orașului este Frankfurt, însă numele său oficial este Frankfurt am Main, care se traduce Frankfurt pe Main. În Frankfurt își au sediul numeroase instituții financiare. Aeroportul Internațional Frankfurt este cel mai mare aeroport german și se situează pe locul opt în lista celor mai mari aeroporturi din lume, având peste 52 de milioane de pasageri anual.

## Introducere
Cei trei piloni ai economiei Frankfurtului sunt finanțele, comerțul și transportul. Totodată, orașul deține de mult timp titlul de capitală financiară a Germaniei. Bursa din Frankfurt este cea mai mare din țară, ocupându-se de 85% din acțiunile din Germania și este una dintre cele mai mari din lume.
În Frankfurt se află de asemenea sediul Băncii Centrale Europene, cel al Băncii Federale (de stat) Germane (Deutsche Bundesbank), precum și sediile unui număr mare de bănci comerciale private, ca de pildă Deutsche Bank, Commerzbank ș.a. Frankfurtul este și centru pentru o serie de afaceri comerciale pe scară largă, cum ar fi renumitul Târg anual de la Frankfurt (Messe Frankfurt).
În timpul celui de-al Doilea Război Mondial orașul a fost puternic bombardat și distrus, însă după război a fost reconstruit rapid.
Frankfurt este poreclit „Bankfurt” precum și „Mainhattan”, o aluzie la zgârie-norii din Manhattan și la râul Main. Este unul dintre cele trei orașe europene care au un număr important de zgârie-nori. Cu 9 clădiri înalte de peste 150 de metri în 2004, Frankfurt este al doilea după Paris (La Défense și Montparnasse: 12 zgârie-nori mai înalți de 150 de metri), dar înaintea Londrei (Canary Wharf și City: 8 zgârie-nori mai înalți de 150 de metri). În Frankfurt se află cea mai înaltă clădire din Germania, Turnul Commerzbank. 

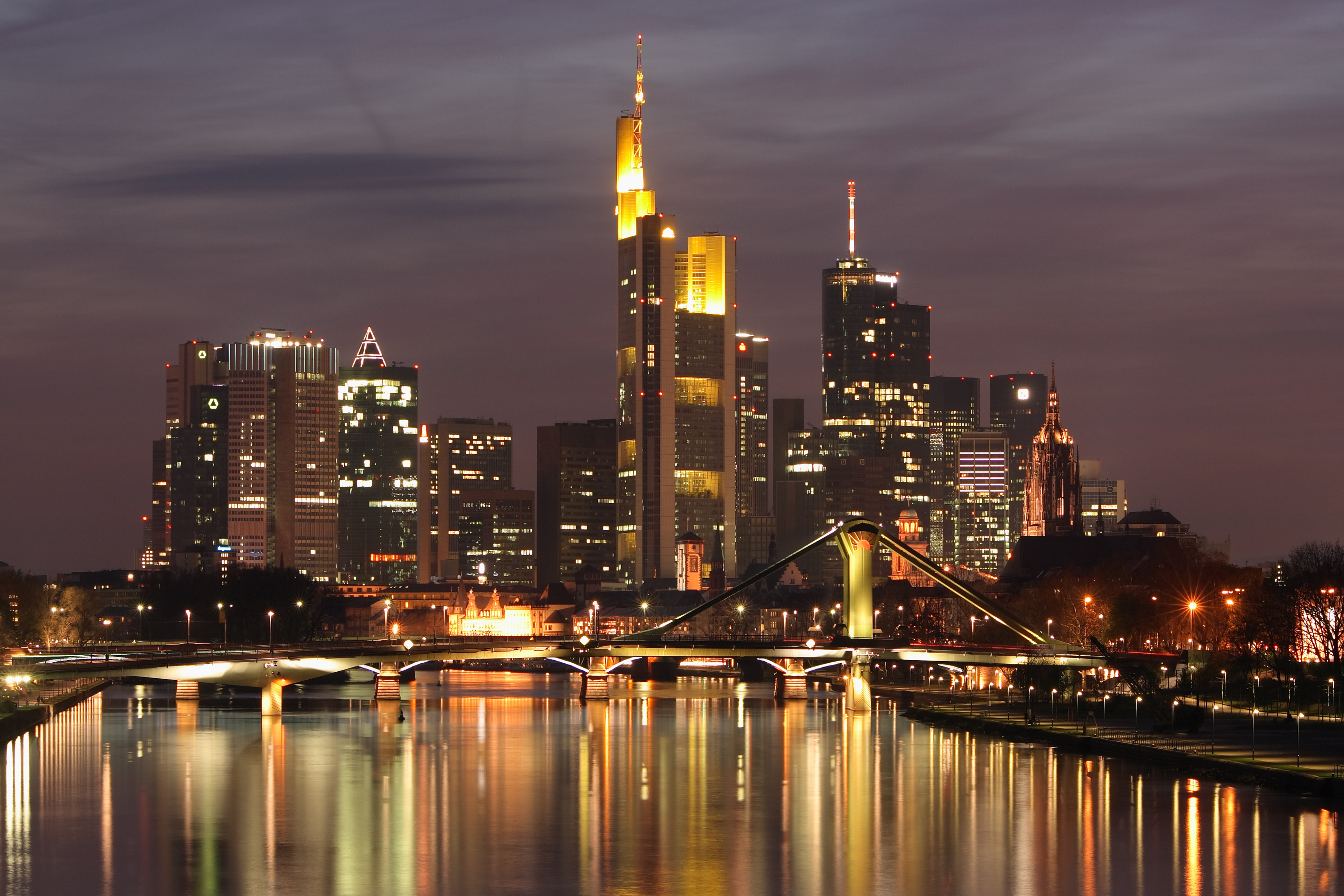
Zgârie-norii din Frankfurt (de aici provine porecla „Mainhattan” a Frankfurtului)

Frankfurt este recunoscut pentru industria sa financiară, alături de Londra și Paris, fiind amplasat propice în centrul Europei de Vest, cu zone foarte populate împrejur. Are o infrastuctură de ceea mai bună calitate precum și un important aeroport internațional, Aeroportul Internațional Frankfurt. Acesta este considerat ca al doilea sau al treilea din Europa ca număr de zboruri sau de pasageri, în funcție de sursa de informație. Traficul de pasageri în 2003 a fost de 48.351.664, locul doi în Europa după Aeroportul Heathrow de lângă Londra (63.487.136), și aproape la egalitate cu Aeroportul Internațional Charles de Gaulle de la Paris (48.220.436).
În Frankfurt se află un mare număr de instituții importante de cultură germană; printre ele se numără universitatea Johann-Wolfgang-Goethe-Universität, muzee aflate în mare parte pe așa-numitul Mal al muzeelor (Museumsufer) al Maine-ului. La Frankfurt se află de asemeni și imensa grădină botanică numită Palmengarten, care adăpostește printre altele o impresionantă seră de palmieri. Cele mai cunoscute muzee sunt Städelsches Kunstinstitut und Städtische Galerie, sau pe scurt Städel, și Naturmuseum Senckenberg. De asemenea Museum für moderne Kunst (Muzeul de artă modernă) și Schirn Kunsthalle (Galeria de artă Schirn) sunt notabile.

## Istorie
În această zonă s-au stabilit la început câteva așezări romane, probabil în secolul I, a căror existență este confirmată de multe obiecte arheologice. De asemenea, numele cartierului frankfurtez Bonames provine probabil din vremurile romane de la bona me(n)sa. Așezarea romană Nida (pe teritoriul cartierului actual Heddernheim) era capitala unei civitas romane, situate pe râulețul Nidda.
Numele Frankfurt pe Main derivă de la Franconofurt, denumire compusă din numele vechiului trib germanic al francilor și substantivul comun furt, în trad. "vad", adică o porțiune cu ape puțin adânci în cursul unui râu (atestat în numeroase alte denumiri din spațiul de limbă germană: Erfurt, Klagenfurt, Ochsenfurt, Schweinfurt etc.). Franconofurd (și -furt, -vurd) este menționat pentru prima dată în 794, la un ansamblu imperial și sinod ecumenic condus de Carol cel Mare. Frank înseamnă în germana veche și „liber”, motiv pentru care Frankfurt poate însemna nu numai "vadul francilor", ci și "vadul liber", o oportunitate de a traversa râul Main, fără să se fi construit vreun pod.
În Sfântul Imperiu Roman, Frankfurt a fost unul dintre cele mai importante orașe. Din 855 regii și împărații romano-germani sunt aleși în Frankfurt (Lothar al II-lea fiind primul din ei) și încoronați la Aachen. Începând din 1562 regii și împărații sunt nu numai aleși, dar și încoronați la Frankfurt (începând cu Maximilian al II-lea). Această tradiție s-a terminat în 1792, odată cu încoronarea lui Francisc al II-lea, ultimul împărat al Sfântului Imperiu Roman de Națiune Germană. El a fost încoronat pe 14 iulie, aniversarea căderii Bastiliei. Alegerile și încoronările au avut loc în catedrala Sfântului Bartolomeu, cunoscută sub numele de Kaiserdom (Catedrala Împăraților, sau pur și simplu Domul din Frankfurt).
Messe Frankfurt (Târgul de la Frankfurt) a fost menționat pentru prima dată în 1150. În 1240, împăratul Frederic al II-lea a asigurat vizitatorilor târgului privilegii imperiale, însemnând că ei sunt protejați de către Imperiu. Din 1478 au loc la Frankfurt târguri de carte. Frankfurter Buchmesse este în prezent cel mai important târg de carte din Germania, și unul din cele mai importante târguri de acest fel din întreaga lume.
În 1372 Frankfurt a primit statutul de oraș liber imperial (freie Reichsstadt), adică subordonat direct împăratului roman și nu unui rege sau unui nobil local.
Frankfurt a reușit să rămână neutru în timpul Războiului de Treizeci de Ani, dar a suferit mult din cauza ciumei aduse în oraș de către refugiați. După sfârșitul războiului, Frankfurt și-a recuperat bunăstarea.
În timpul războaielor napoleonice Frankfurt a fost ocupat și distrus de mai multe ori de trupele franceze. Marele Ducat al Frankfurtului, un stat vasal al Franței, a funcționat doar o scurtă perioadă, din 1810 până în 1813. Congresul de la Viena a dizolvat entitatea, iar Frankfurt a intrat în nou-fondata Confederație Germană, ca oraș liber. A devenit sediul Bundestag-ului, care era parlamentul acestei confederații.

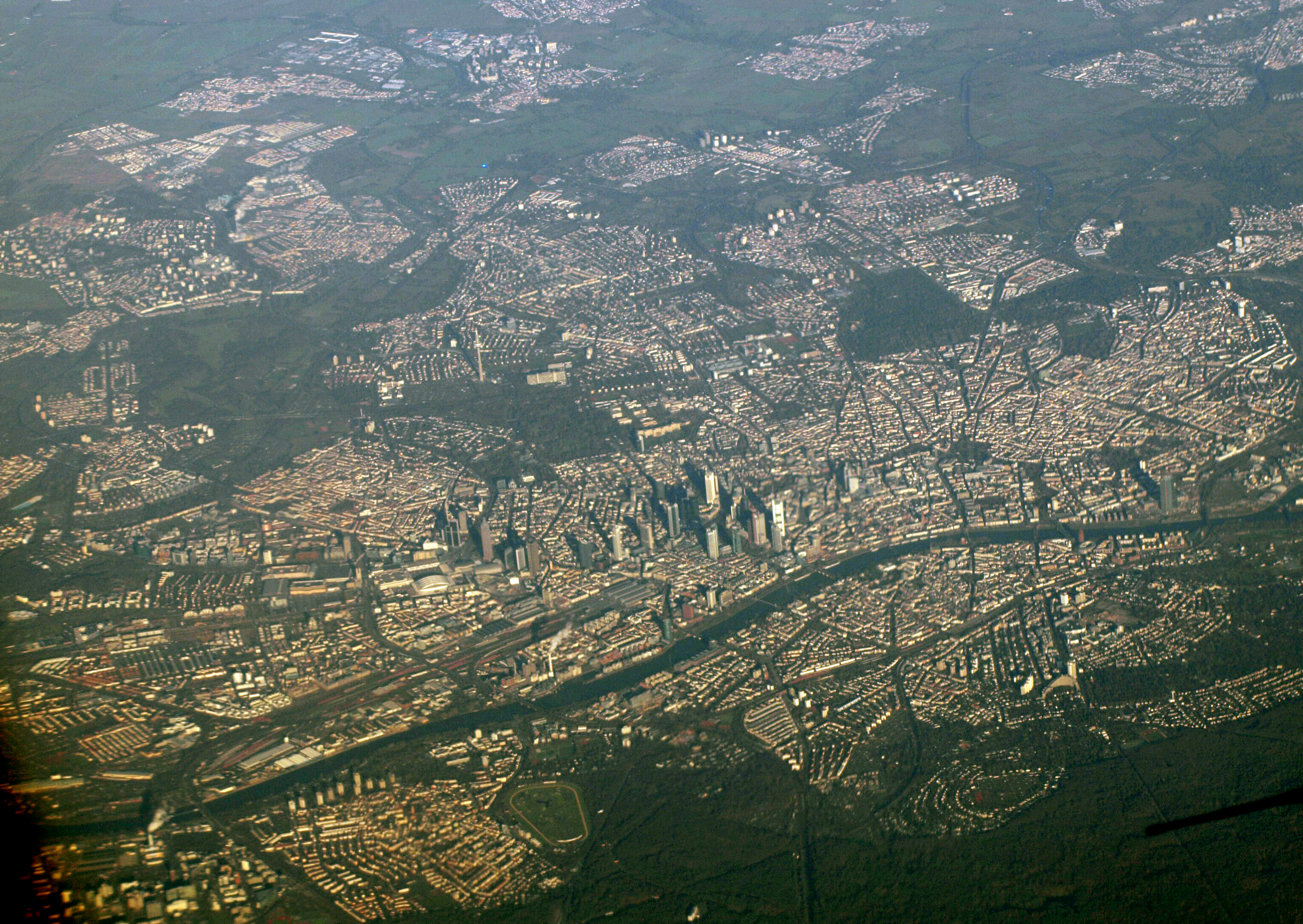
Frankfurt am Main. Fotografie aeriană

La Frankfurt s-a întrunit prima Adunare Națională Germană, în contextul Revoluției de la 1848 din Germania. Adunarea s-a deschis la 18 mai 1848 și și-a desfășurat activitatea în Biserica Sfântul Paul (Paulskirche). Instituția a fost dizolvată în 1849, când regele prusac a declarat că el nu va accepta „coroana din mocirlă”. În decursul existenței sale de un an Adunarea Națională a elaborat și a adoptat o constituție comună pentru o Germanie unificată cu regele prusac ca monarh. Acestea au fost începuturile democrației germane.

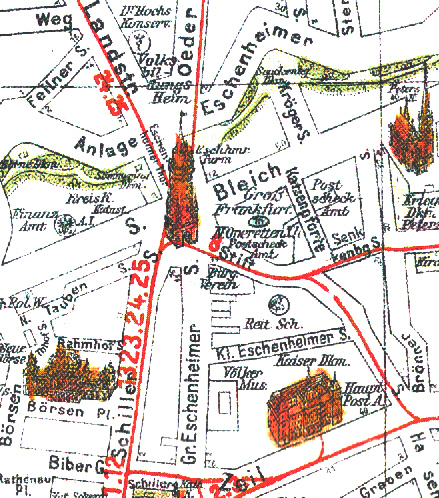
Harta centrului orașului din anii 1920

Frankfurt și-a pierdut independența în 1866. După încheierea Războiului Austro-Prusac, Prusia a anexat o serie de state și teritorii mai mici, printre care și Frankfurtul. Administrația prusacă a încorporat orașul în provincia sa Hessen-Nassau.
În 1914 cetățenii Frankfurtului au fondat Universitatea din Frankfurt, redenumită mai târziu în Universitatea Johann Wolfgang Goethe. Această fondare este singura cu caracter civic din Germania. Universitatea este una din cele mai mari din Germania de astăzi.
În timpul Germaniei naziste sinagoga din Frankfurt a fost distrusă. Orașul a fost puternic bombardat în timpul celui de Al Doilea Război Mondial. După încheierea războiului, Frankfurt a devenit parte din statul (landul) federal nou fondat numit Hessa (Land Hessen). Frankfurt a fost prima opțiune luată în considerare pentru stabilirea capitalei Germaniei de Vest; astfel s-a ajuns chiar la construirea unei noi clădiri pentru parlament, dar aceasta nu a mai fost utilizată pentru scopurile ei inițiale, ci doar ca studio radio (Hessischer Rundfunk). În final, Konrad Adenauer, primul cancelar federal postbelic, a preferat drept capitală micul oraș Bonn, nu numai pentru că acesta era orașul său natal, dar și dintr-un alt motiv: în acel moment, germanii s-au temut că, stabilind capitala Germaniei de Vest la Frankfurt, s-ar fi dat americanilor prea multă influență asupra guvernului german, Frankfurt fiind centrul zonei americane a ocupației aliate.

## Demografie

### Evoluția populației
Cu o populație de 701,350 locuitori (2013) în limitele orașului și cu peste 2,200,000 locuitori în zona sa urbană, Frankfurt este al-cincilea oraș din Germania după mărime, După Berlin, Hamburg, München și Köln.
În 1910, populația orașului a fost de 414,576 locuitori, acest număr a crescut până la 550,000 înainte de Al Doilea Război Mondial. Din cauza distrugeri și genocidului provocat de război, mulți oameni au emigrat din țară, iar figura era doar 358,000. În prezent, orașul este așteptat să depășească 750,000 locuitori, iar zona urbană 2,400,000.

## Transporturi
Orașul Frankfurt este un important nod rutier, feroviar, aerian și de transport al datelor.
DE-CIX este cel mai mare nod de trafic digital din lume.

## Monumente

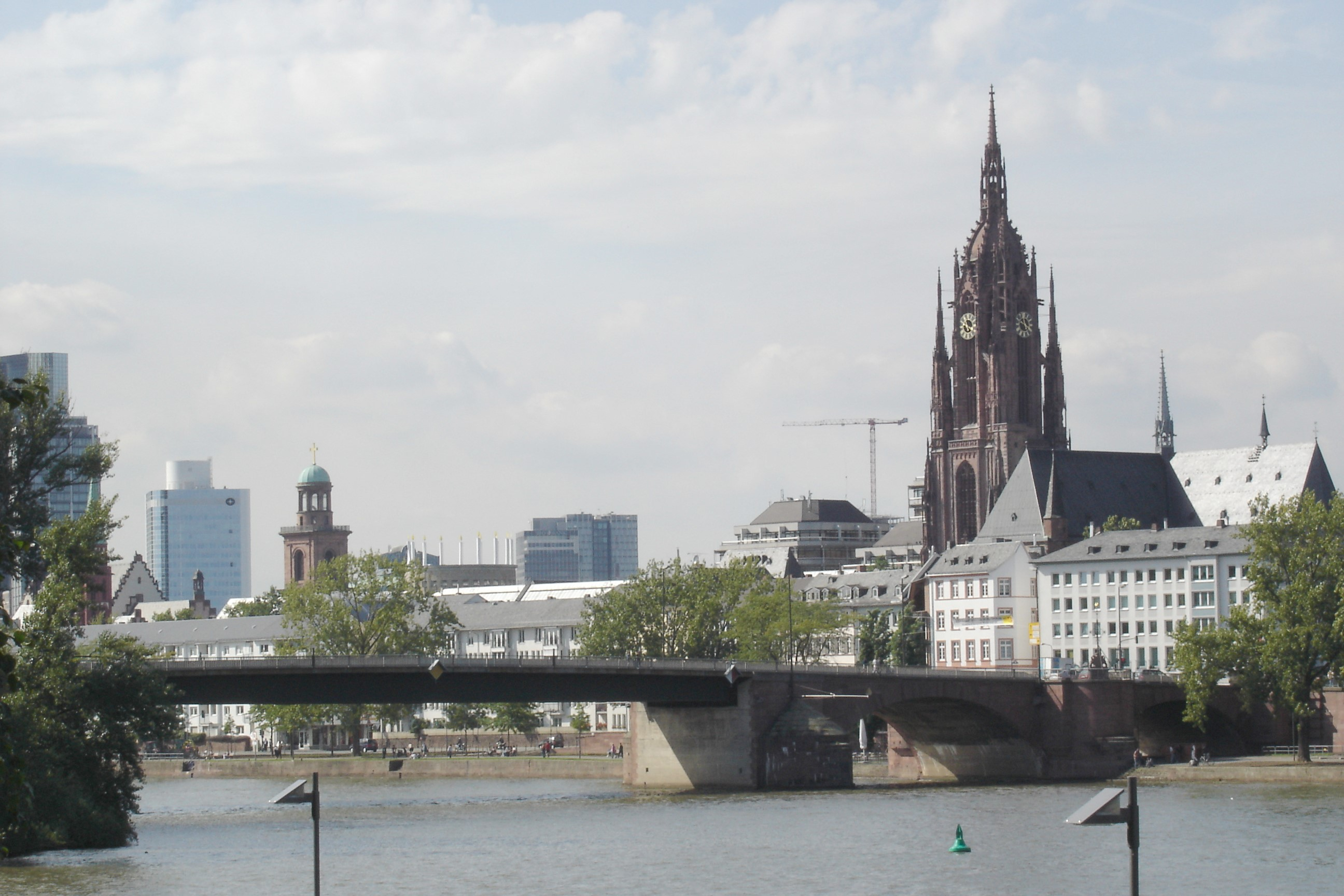
Domul din Frankfurt

### Domul
Catedrala Sfântul Bartolomeu (Dom Sankt Bartholomäus) este o construcție gotică, care a fost ridicată în secolele XIV-XV pe fundația unei biserici mai vechi din vremurile merovingiene. Este cea mai mare biserică din oraș. Din 1356 împărații Sfântului Imperiu Roman de Națiune Germană au fost aleși în această biserică, iar din 1562 până în 1792 au fost aici și încoronați.
Din secolul XVIII domul este denumit adeseori în limbajul colocvial „Catedrala Sfântul Bartolomeu”, deși nu a fost niciodată sediu de episcopat. În 1867 catedrala a fost distrusă într-un incendiu și reconstruită în stilul prezent. Înălțimea catedralei este de 95 m.

### Primăria Römer

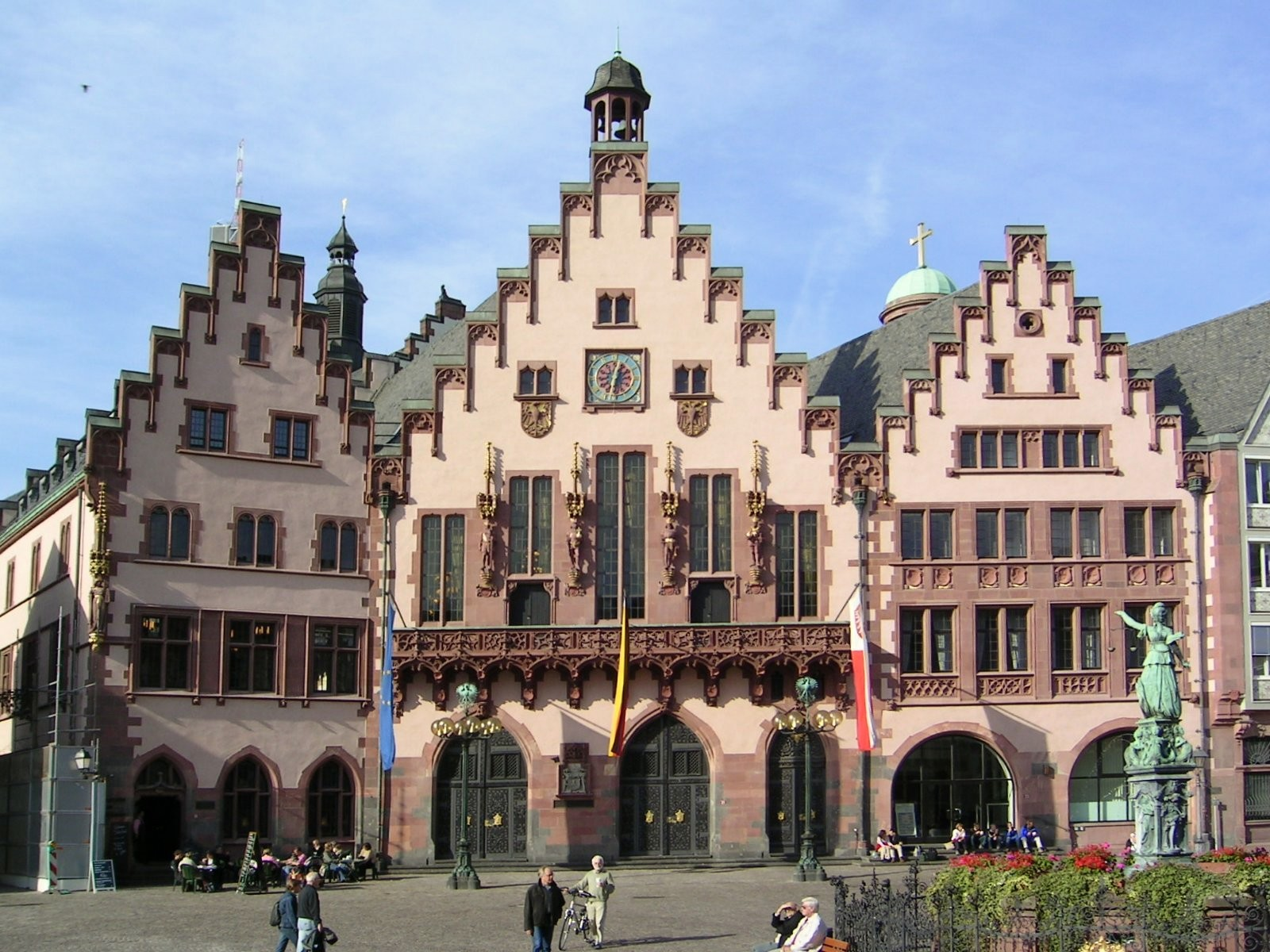
Römer (Primăria orașului)

Römer este numele clădirii primăriei Frankfurtului, în traducere „cetățean al Romei, roman”. Ea este alcătuită de fapt din trei case gotice învecinate, care au fost cumpărate de consiliul local în 1405 de la o familie bogată de negustori. Casa din mijloc este Römer-ul propriu-zis, care mai târziu a fost legat și de clădirile înconjurătoare. La primul etaj se află „Sala împăratului” sau „Sala împăraților” (Kaisersaal), unde aveau loc banchetele împăraților proaspăt încoronați. În ea se află expuse portretele tuturor celor 52 împărați ai Imperiului Roman de Națiune Germană, executate în perioada 1838 - 1853.
Römer a fost distrus în Al Doilea Război Mondial, dar reconstruit identic mai târziu.

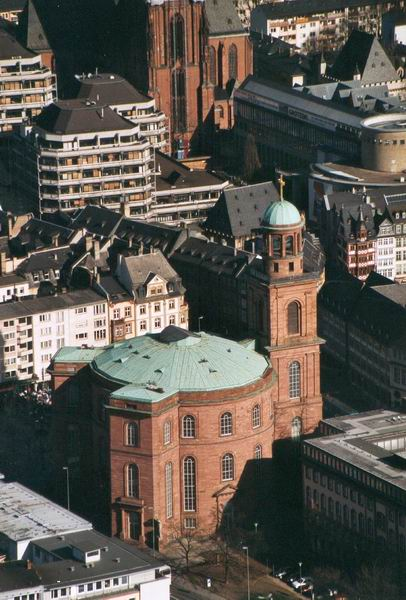
Biserica Sfântul Paul

### Biserica Sf. Paul
Biserica Sfântul Paul (Paulskirche) este o biserică relativ nouă. Construcția acestei biserici protestante a început în 1789 și s-a terminat abia în 1833. Importanța sa provine în special de la Parlamentul de la Frankfurt, care a fost găzduit aici în 1848/49 pentru a elabora o constituție pentru o Germanie unificată și democratică. Acțiunea a eșuat pentru că monarhii din Prusia și Austria nu doreau să-și piardă puterea; în 1849 trupe prusace au încheiat experimentul democratic prin forța armelor, iar parlamentul a fost dizolvat. După aceea clădirea a fost folosită din nou pentru servicii religioase.
Biserica a fost distrusă complet în cel de al doilea război mondial, dar reconstruită 
ulterior. În prezent nu mai are destinația de lăcaș de cult, ci este folosită pentru expoziții și întruniri importante. În 1963 președintele american John F. Kennedy a ținut aici un discurs, în cadrul vizitei sale la Frankfurt.

### Opera Veche

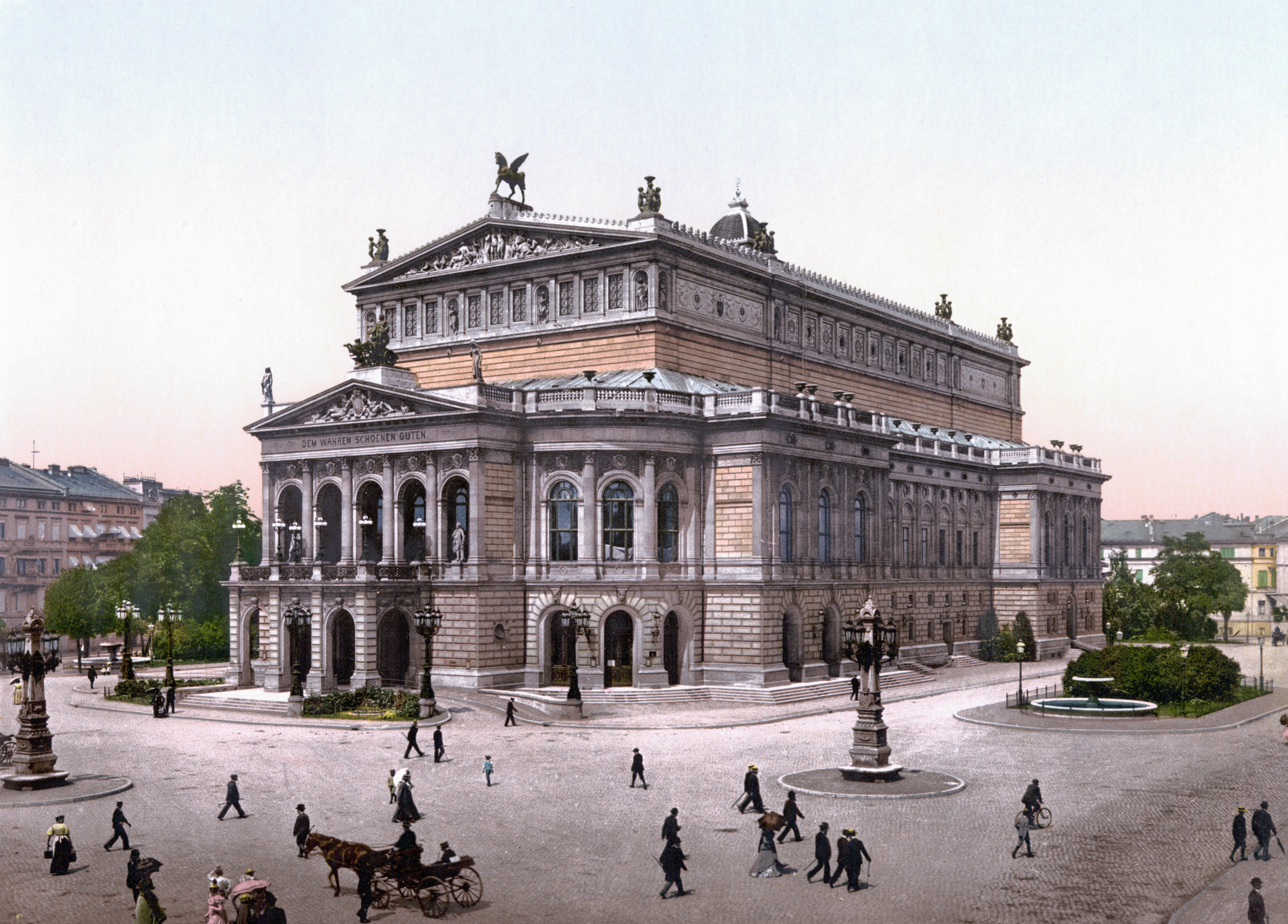
Opera Veche

Faimoasa „Operă Veche” din Frankfurt (Alte Oper) a fost construită în 1880 de către arhitectul Richard Lucae. A fost una dintre cele mai mari opere din Germania până la distrugerea ei aproape totală în timpul celui de Al Doilea Război Mondial. După război și încă până în 1981, clădirea nu a fost reconstruită (a fost o ruină). În ziua de astăzi ea adăpostește o sală mare de concerte (cu scenă relativ mică) plus câteva săli mai mici, în timp ce spectacolele de operă propriu-zise au loc într-o altă clădire din Frankfurt - opera actuală.

## Personalități născute la Frankfurt
- Carol cel Pleșuv (823 - 877), rege al Franciei Occidentale;
- Johann Wolfgang von Goethe (1749 - 1832), scriitor, filozof;
- Bettina von Arnim (1785 - 1859), scriitoare;
- Otto Hahn
- Erich Fromm
- Theodor Adorno
- Anne Frank
- Anke Sevenich
- Marika Kilius (n. 1943), patinatoare;
- Martin Lawrence (n. 1965), actor;
- Uwe Schmidt (n. 1968), muzician;
- Tré Cool (n. 1972), muzician.